# 劉翲
劉翲（1530年—1576年），字于翰、又字仲翰，號見台，四川成都府內江縣人，民籍，明朝政治人物。

## 生平
父劉望之、兄劉翾皆為進士。嘉靖三十七年（1558年）戊午科四川鄉試第二名舉人，隆慶二年（1568年）中式戊辰科會試第二百三十九名，第三甲第一百二十二名進士。授滑縣知縣，升撫州府同知，秩满，进阶奉政大夫，官至戶部員外郎。未赴任，告病归，至萬縣而卒。

## 家族
曾祖劉時和；祖父劉綵，教授贈布政司參議；父劉望之，大理寺卿進階中奉大夫；前母田氏（贈恭人）；母張氏（封恭人贈淑人）。嚴侍下。兄劉三正（按察司僉事）；劉涵（府通判）；劉潭；劉克讓；劉翾（監察御史），弟劉䎘；劉翊；劉翿；劉翉；劉詡；劉翧；劉䎖。

## 外部連結
- 内江一古墓沉睡明代两高官